# Bemiddelingsclausule
Een mediation- of bemiddelingsclausule is een afspraak in een overeenkomst of besluit. Het doel van deze clausule is dat de contractpartijen, in het geval van onenigheid of een (dreigend) geschil over de rechtsgeldigheid, de interpretatie of de uitvoering van de overeenkomst als eerste, om een gang naar de rechter te voorkomen,  zich zullen inzetten om door middel van mediation of een alternatieve vorm van conflictbemiddeling, tot een oplossing komen. Dit kan onder begeleiding van een mediator of bemiddelaar maar altijd met doel het geschil, met gezamenlijk inzet, in goede banen te leiden.

## Doel
Het doel van de bemiddelingsclausule is om vooraf afspraken te maken over hoe met onenigheid en geschillen om te gaan en alle betrokkenen te stimuleren om de onenigheid of het geschil samen in overleg op te lossen en tot duurzame, wederzijds ondersteunde afspraken te komen, voordat men de stap naar de rechter of bezwarencommissie maakt.

## Juridische geldigheid
Afhankelijk van de precieze formulering kan een mediation- of bemiddelingsclausule zowel een intentie als een verplichting tot deelname bevatten, indien aan de voorwaarden wordt voldaan. Mediation is in de basis gebaseerd op vrijwilligheid. Echter, het staat partijen vrij om die vrijwilligheid op voorhand (vrijwillig) uit te sluiten. Dit geldt evenzeer voor deelname aan andere vormen van geschilbeslechting, zoals arbitrage.
Door een bemiddelingsclausule op te nemen in uw overeenkomsten kunt u afdwingen dat de haalbaarheid van mediation op zijn minst wordt onderzocht. Het feitelijke mediationtraject dient altijd op basis van vrijwilligheid te zijn. Indien partijen zich vrijwillig verplichten tot mediation indien een (dreigend) geschil zich aandient, dan is het verstandig dat partijen ook regelen welke gevolgen het alsnog niet meedoen aan het onderzoek naar de haalbaarheid van mediation met zich meebrengt. De bemiddelingsclausule wordt door alle betrokkenen op basis van vrijwilligheid en wederzijdse instemming opgenomen in een overeenkomst of als onderdeel van een besluit. Hierdoor verkrijgt de bemiddelingsclausule juridische geldigheid en is daarmee afdwingbaar.
De bemiddelingsclausule is in principe niet vrijblijvend. De betrokkenen gaan een inspanningsverplichting aan. Immers, de afspraken in de bemiddelingsclausule leiden ertoe dat alle betrokkenen in overleg gaan om onenigheid of geschillen onderling en minnelijk op te lossen. Als het overleg niet slaagt, kunnen partijen alsnog naar de rechter gaan. Kenmerk van een mediation en/of bemiddelingstraject, en zich daarmee onderscheidend van een rechterlijke procedure, arbitrage en bijvoorbeeld bindend advies, is dat een mediation- of bemiddelingstraject ook niet kan slagen en zonder resultaat, uitkomst of oplossing kan worden beëindigd.
In Nederland is het gebruik van een bemiddelingsclausule (nog) geen gemeengoed, in tegenstelling tot veel andere landen. Er is dan ook geen wettelijke verankering voor het gebruik van een bemiddelingsclausule in contracten en besluiten. Er wordt getracht mediationwetgeving in Nederland tot stand te brengen.

## Wanneer te gebruiken
Een bemiddelingsclausule kan in elke overeenkomst of besluit worden opgenomen, doordat andere vormen van geschilbeslechting nooit worden uitgesloten. Kernelement van de bemiddelingsclausule is dat alle betrokkenen vooraf met elkaar de intentie benoemen om gezamenlijke afspraken te willen maken over eventuele toekomstige onenigheid en geschillen, en deze afspraken formeel onderdeel te willen maken van de overeenkomst of het besluit. De aard en omvang van de overeenkomst of het besluit sluiten een bemiddelingsclausule nooit uit. Uitzonderingen hierop vormen wettelijke uitsluitingen of partijen die vooraf aangeven uitsluitend een principiële toetsing door een rechter te willen.

## Waarom te gebruiken
Een mediation- of bemiddelingsclausule nodigt (dan wel dwingt, indien partijen dat hebben afgesproken) partijen uit om bij (dreigende) geschillen eerst met elkaar in overleg te treden middels fysieke gespreksvoering. Dit voorkomt misverstanden en (onnodige) escalatie.
Als een van de grootste voordelen van mediation en bemiddeling wordt het zogenaamde zelfbeschikkingsrecht gezien. Het zelfbeschikkingsrecht houdt in dat partijen zelf meebouwen en invloed hebben op de oplossingen en/of uitkomst. 
Een bemiddelingsclausule:
- verbindt alle betrokkenen op belangenniveau;
- richt zich op doelmatig oplossen van onenigheid of geschillen;
- stuurt op voortgang en continuïteit, of respectvolle functionele beëindiging.

Een bemiddelingsclausule biedt alle betrokkenen belangrijke voordelen, zoals:
- Geld- en tijdbesparing;
- Gericht op de toekomst;
- Continuïteit, voortgang en duurzaamheid;
- Relatie (onder) (be) behoud, of een functioneel respectvol afscheid;
- Uitvoerbaarheid boven gelijk en ongelijk;
- Voorkomen of beperken van  (openbare) imago- en reputatieschade ( afspraken over vertrouwelijkheid en geheimhouding kunnen worden gemaakt).

Een bemiddelingsclausule biedt ook de samenleving voordelen:
- Ontlasting van de Rechtspraak;
- Onenigheid en geschillen gezamenlijk voorkomen of oplossen, zelf of onder begeleiding van een bemiddelaar, leidt tot een meer robuuste en duurzame samenleving, en daarmee minder maatschappelijke kosten, ruis en schade.

Contra-indicaties:
- Een van de partijen is niet bereid tot onderhandelen;
- Er is geen volmacht om bepaalde beslissingen te nemen;
- Het conflict is zo hoog opgelopen dat het niet meer mogelijk is om er samen uit te komen.
- Er is een rechterlijke uitspraak nodig.

Een mogelijk nadeel van mediation of bemiddeling is de (hoeveelheid) tijd, geld en/of moeite die is geïnvesteerd, terwijl resultaat niet gegarandeerd kan worden. Al kan, ook als mediation niet slaagt, het inzicht in de zienswijzen van de andere partij(en) hierbij ook als positieve bijvangst worden ervaren.  

## Voorbeeld
Het is belangrijk om altijd na te gaan of de clausule voldoende aansluit op de verwachtingen van de partijen en eventuele specifieken kenmerken van de sector of het onderwerp van de overeenkomst en het besluit.  Soms volstaat een standaard clausule niet, en is maatwerk verstandig. Een bemiddelaar kan hierbij assisteren.
Onderstaand twee voorbeelden van een bemiddelingsclausule, een generieke vrijwillige clausule en een afdwingbare clausule:

### Voorbeeld 1: vrijwillig
Geschillen
1. In geval van geschillen, betrekking hebbende op de door partijen ondertekende overeenkomst of uit daarop voortbouwende overeenkomsten, of het bindende besluit, zullen partijen trachten deze in eerste instantie op te lossen met behulp van mediation of een alternatieve vorm van conflictbemiddeling.
2. Partijen wonen de eerste mediationbijeenkomst gezamenlijk bij. Daarna zijn partijen vrij de mediation op ieder gewenst moment te beëindigen. De mediation vangt aan op het moment dat partijen de eerste gezamenlijke mediationbijeenkomst bijwonen.
3. Zolang de mediation niet is beëindigd, zal geen der partijen het geschil aan de rechter voorleggen, tenzij en uitsluitend ter bewaring van rechten.
4. De kosten van de mediation komen ten laste van beide partijen, ieder voor een gelijk gedeelte.
5. Indien het onmogelijk is gebleken een geschil als hiervoor bedoeld {binnen [45] werkdagen} op te lossen met behulp van mediation, zal dat geschil worden beslecht door:
  1. Arbitrage, overeenkomstig de daartoe strekkende regelen van {Naam en vestigingsplaats arbitrage-instituut} zoals deze luiden op de datum van aanvraag.
  2. De bevoegde rechter te {Plaats gerechtshof}.

### Voorbeeld 2: afdwingbaar
Geschillen
1. In geval van geschillen, betrekking hebbende op de door partijen ondertekende overeenkomst of uit daarop voortbouwende overeenkomsten, of het bindende besluit, zullen partijen trachten deze in eerste instantie op te lossen met behulp van mediation of een alternatieve vorm van conflictbemiddeling.
2. De toepassing van deze clausule begint zodra een van de partijen zich schriftelijk beroept op de toepassing van deze clausule.
3. Partijen wonen de eerste mediationbijeenkomst gezamenlijk bij. Daarna zijn partijen vrij de mediation op ieder gewenst moment te beëindigen.
4. De mediation vangt aan op het moment dat partijen de eerste gezamenlijke mediationbijeenkomst bijwonen.
5. Zolang de mediation niet is beëindigd, zal geen der partijen het geschil aan de rechter voorleggen, tenzij en uitsluitend ter bewaring van rechten.
6. De rechter of arbiter bij wie door een partij een geschil aanhangig wordt gemaakt waarop deze bemiddelingsclausule van toepassing is, schort op verzoek van de andere partij de behandeling van de desbetreffende zaak op, tenzij hem/haar blijkt dat er ten aanzien van dat geschil geen geldige mediationclausule is of deze is geëindigd. De behandeling van de zaak door de bedoelde rechter of arbiter wordt voortgezet indien een partij bij aangetekend schrijven aan de rechter of arbiter, alsmede aan de mediator en de andere partij meedeelt dat de mediation is beëindigd, doch niet eerder dan nadat de eerste mediationbijeenkomst heeft plaatsgevonden.
7. Indien een partij een gerechtelijke procedure of een arbitrage begint over een geschil waarop deze clausule betrekking heeft zonder aan deze clausule gevolg te geven, verbeurt de desbetreffende partij aan de andere partij een boete van {€ 1000,-} welk bedrag onmiddellijk opeisbaar is, onverminderd het recht van de andere partij om schadevergoeding te vragen.
8. De kosten van de mediation komen ten laste van beide partijen, ieder voor een gelijk gedeelte.
9. Indien het onmogelijk is gebleken een geschil als hiervoor bedoeld {binnen [45] werkdagen} op te lossen met behulp van mediation, zal dat geschil worden beslecht door:
  1. Arbitrage, overeenkomstig de daartoe strekkende regelen van {Naam en vestigingsplaats arbitrage-instituut} zoals deze luiden op de datum van aanvraag.
  2. De bevoegde rechter te {Plaats gerechtshof}.
10. Deze clausule is in rechte afdwingbaar.

## Mogelijke toepassingen
Een bemiddelingsclausule kan worden opgenomen in elke overeenkomst, contract of besluit tussen twee of meer partijen. Denk hierbij aan:
- Arbeidsovereenkomsten;
- Huur- en koopcontracten;
- Overheidsbesluiten, zoals beschikkingen;
- Samenwerkingsovereenkomsten;
- Commerciële contracten;
- Vaststellingsovereenkomsten;
- Samenlevingscontracten;
- Partnerschapsvoorwaarden;
- Leveringsvoorwaarden;
- Convenanten;

## Tips
- Onderzoek altijd of een bemiddelingsclausule aan de overeenkomst of het besluit (kan) worden toegevoegd. Aarzel niet en vraag je gesprekspartner(s) erom.
- Ontmoet je onwil, weigering? Ga na waar de zorgen liggen. Wat ligt aan de onwil of weigering ten grondslag? Ga na wat je hierin voor elkaar kan betekenen. Ga na wat het voor jou betekent als geen bemiddelingsclausule wordt opgenomen.
- Bij twijfel niet inhalen! Als onwil of weigering voor jou niet goed voelt, ga na of je daadwerkelijk met je gesprekspartner de overeenkomst of het besluit wilt of moet sluiten (nemen). Soms is het verstandig een overeenkomst of besluit niet aan te gaan (te nemen); overleg in zo’n situatie altijd met iemand die vertrouwt en je onpartijdig en onafhankelijk kan adviseren of bijstaan, bijvoorbeeld een bemiddelaar.
- Het opnemen van een bemiddelingsclausule in contracten en overeenkomsten zorgt voor een goede manier om geëscaleerde conflicten het hoofd te bieden. Het is aan te raden om tegelijkertijd ook aandacht te besteden aan preventie door conflictsignalering en conflictvaardigheid van de betrokkenen.